# Anthyperythra rhomalea
Anthyperythra rhomalea är en fjärilsart som beskrevs av Louis Beethoven Prout 1928. Anthyperythra rhomalea ingår i släktet Anthyperythra och familjen mätare. Inga underarter finns listade i Catalogue of Life.